# Politica demografica
La politica demografica è l'insieme delle misure attuate da uno stato, ente o organismo pubblico atte a modificare, ovvero stimolare o diminuire la crescita della popolazione o a modificarla in modo qualitativo o quantitativo.
L'argomento è spesso trattato come "controllo delle nascite" o "controllo della popolazione".
Le principali misure impiegate sono il sostegno alla diffusione di informazioni riguardo all'utilizzo dei metodi contraccettivi, e la promozione di campagne pubbliche volte a propagare un modello di famiglia ristretta.
Esempi importanti di politica demografica sono:
- Cina con la politica del figlio unico (1979-2013);
- l'India con il programma di sterilizzazione obbligatoria[3][4];
- Eugenetica.